# Mellek
Mellek (más néven Mellék, szlovákul Melek) község Szlovákiában, a Nyitrai kerületben, a Nyitrai járásban. Tótműve tartozik hozzá.

## Fekvése
Nyitrától 24 km-re, délkeletre fekszik.

## Története
Az 1332 és 1337 között felvett pápai tizedjegyzékben említik először.
1619-ben hódolt falu volt.
Vályi András szerint "MELLÉK. Tót falu Bars Várm. földes Ura a’ Sz. István nevét viselő Seminarium, lakosai katolikusok, fekszik Verebélyhez 3/4 mértföldnyire, határja jó, szőleji vannak, földgye, réttye termékeny, legelője elég, fája van, malma Zsitva vizén."
Fényes Elek szerint "Mellék, tót-magyar falu, Bars vmegyében: 383 kath. lak., és paroch. templommal. Van erdeje, bora, gyümölcse, vizimalma. F. u. a Sz.-István seminariuma. Ut. p. Verebély."
1910-ben Vaszary Kolos hercegprímás ezer forintot adományozott a melleki kántortanítói lakás rendbehozatalára.
A trianoni békeszerződésig Bars vármegye Verebélyi járásához tartozott. 1938 és 1944 között – az első bécsi döntés következtében – ismét magyar fennhatóság alá került.

## Népessége
| Év:            | 1994. | 2004.   | 2014.   | 2024.    |
| -------------- | ----- | ------- | ------- | -------- |
| Emberek száma: | 433   | 454     | 453     | 562      |
| Eltérés:       |       | +4,84 % | -0,22 % | +24,06 % |

| Év:            | 2023. | 2024.   |
| -------------- | ----- | ------- |
| Emberek száma: | 564   | 562     |
| Eltérés:       |       | -0,35 % |

1880-ban 455 lakosából 319 szlovák, 90 magyar anyanyelvű volt.
1890-ben 443 lakosából 376 szlovák és 53 magyar anyanyelvű volt.
1900-ban 446 lakosából 392 szlovák, 46 magyar anyanyelvű volt.
1910-ben 500 lakosából 462 szlovák, 26 magyar és 12 német anyanyelvű volt. Ebből 487 római katolikus, 12 izraelita és 1 református vallású volt.
1921-ben 506 lakosából 491 csehszlovák és 2 magyar volt.
1930-ban 665 lakosából 658 csehszlovák, 6 magyar, 1 német volt. Ebből 661 római katolikus és 4 izraelita vallású volt.
1941-ben 823 lakosából 776 szlovák és 38 magyar volt.
1991-ben 445 lakosából 442 szlovák volt.
2001-ben 449 lakosából 439 szlovák és 8 magyar volt.
2011-ben 446 lakosából 442 szlovák, 1 cseh és 3 ismeretlen nemzetiségű volt.
2021-ben 497 lakosából 462 szlovák, 1 cigány, 7 egyéb és 27 ismeretlen nemzetiségű volt.

## Neves személyek
- Itt hunyt el Jezsó János (Csejte, 1874. december 4. - 1913.) plébános, iskolaszéki elnök.[10] Utódja Rebanek Ferenc lett.[11]
- Itt is szolgált Zsák Lajos (1891-1972) plébános, kanonok.

## Nevezetességei

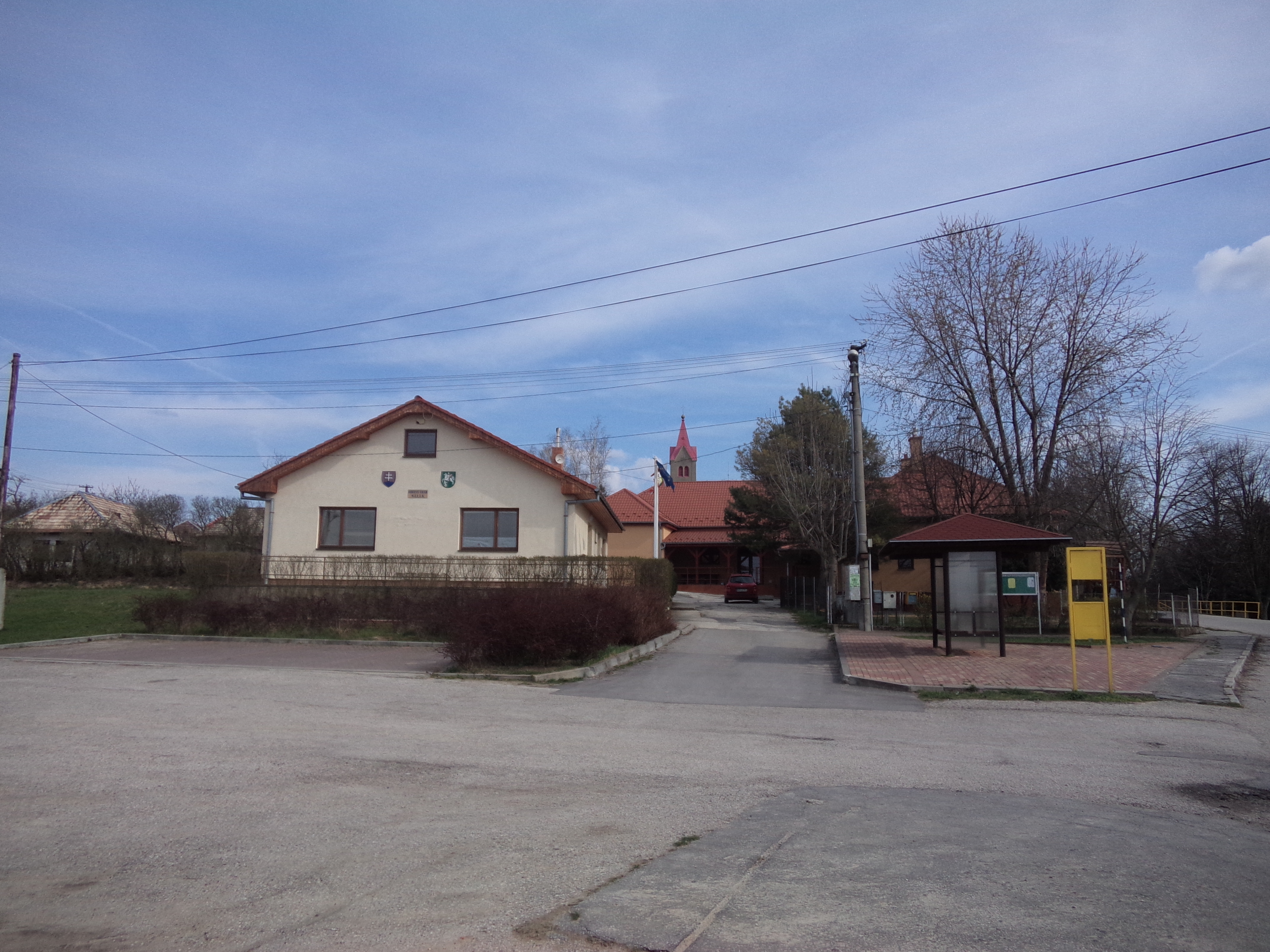
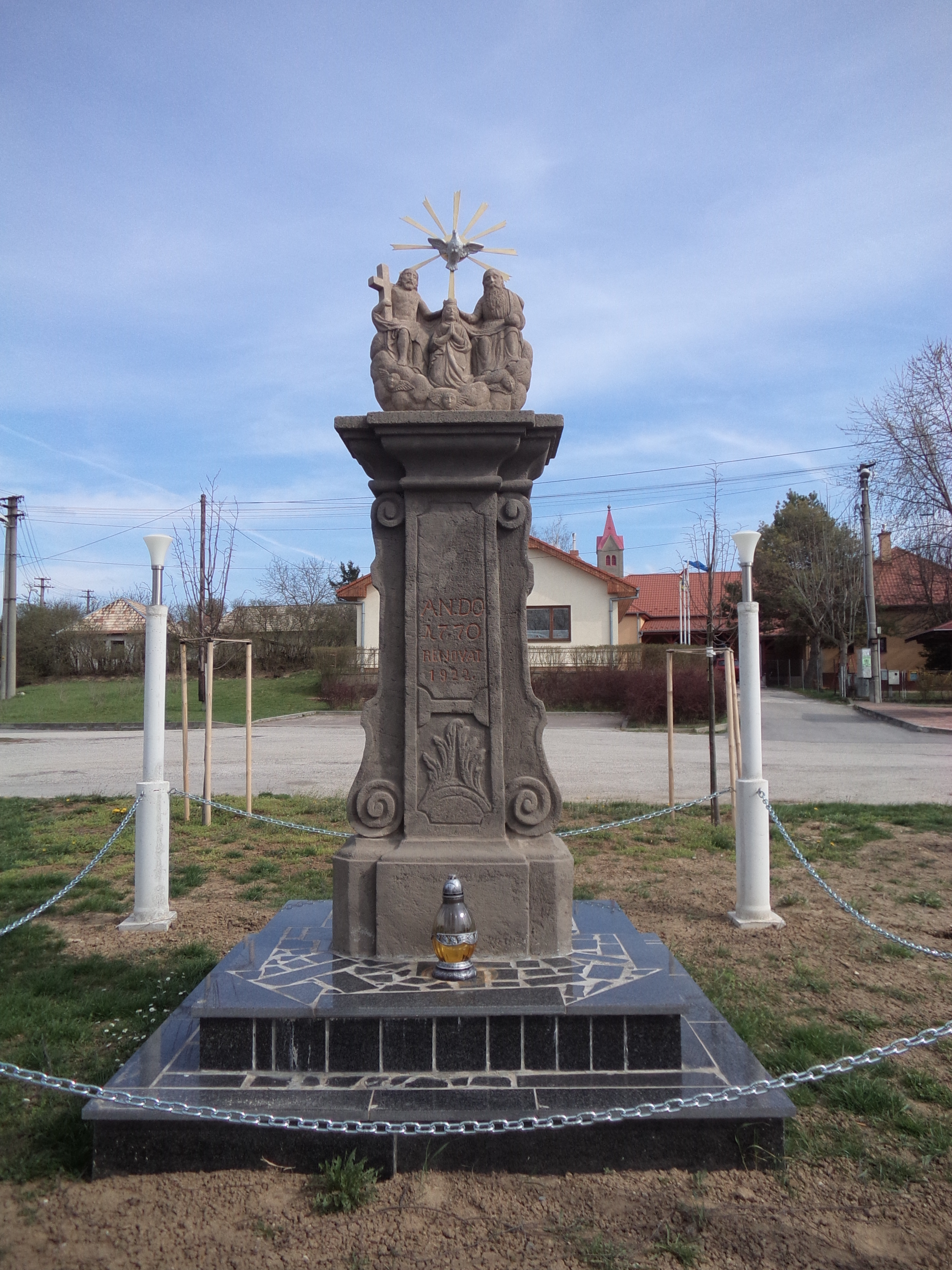
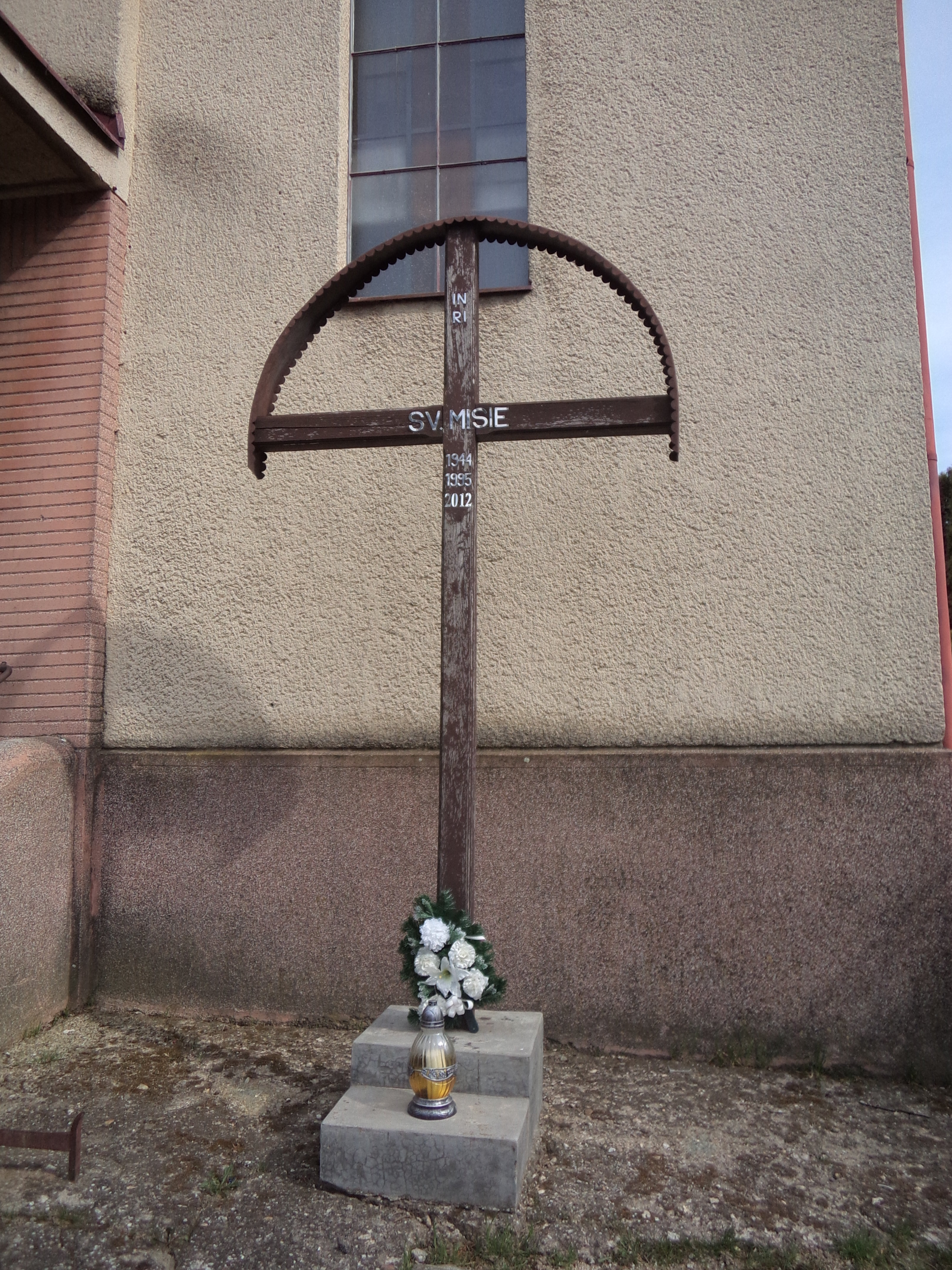
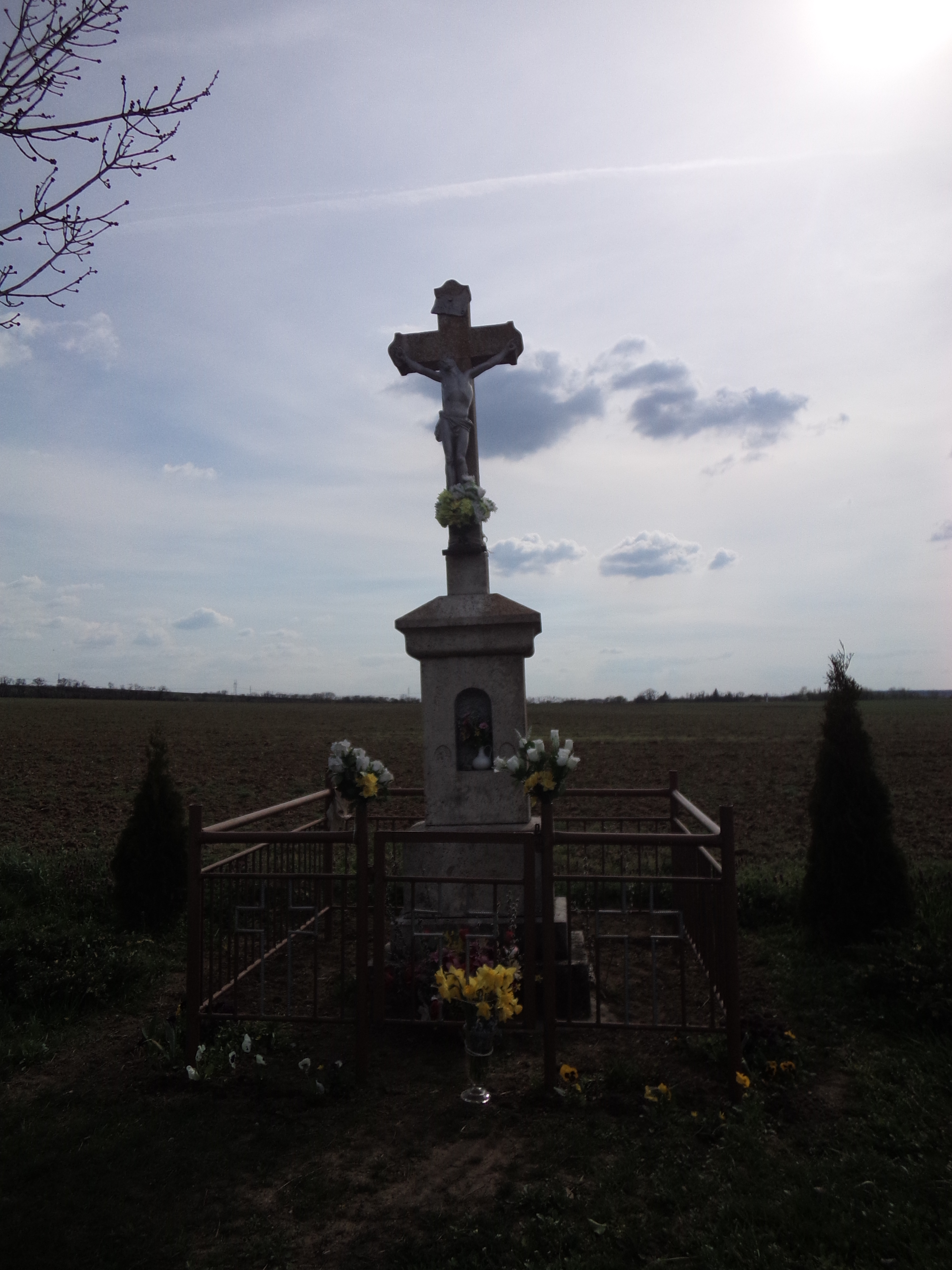
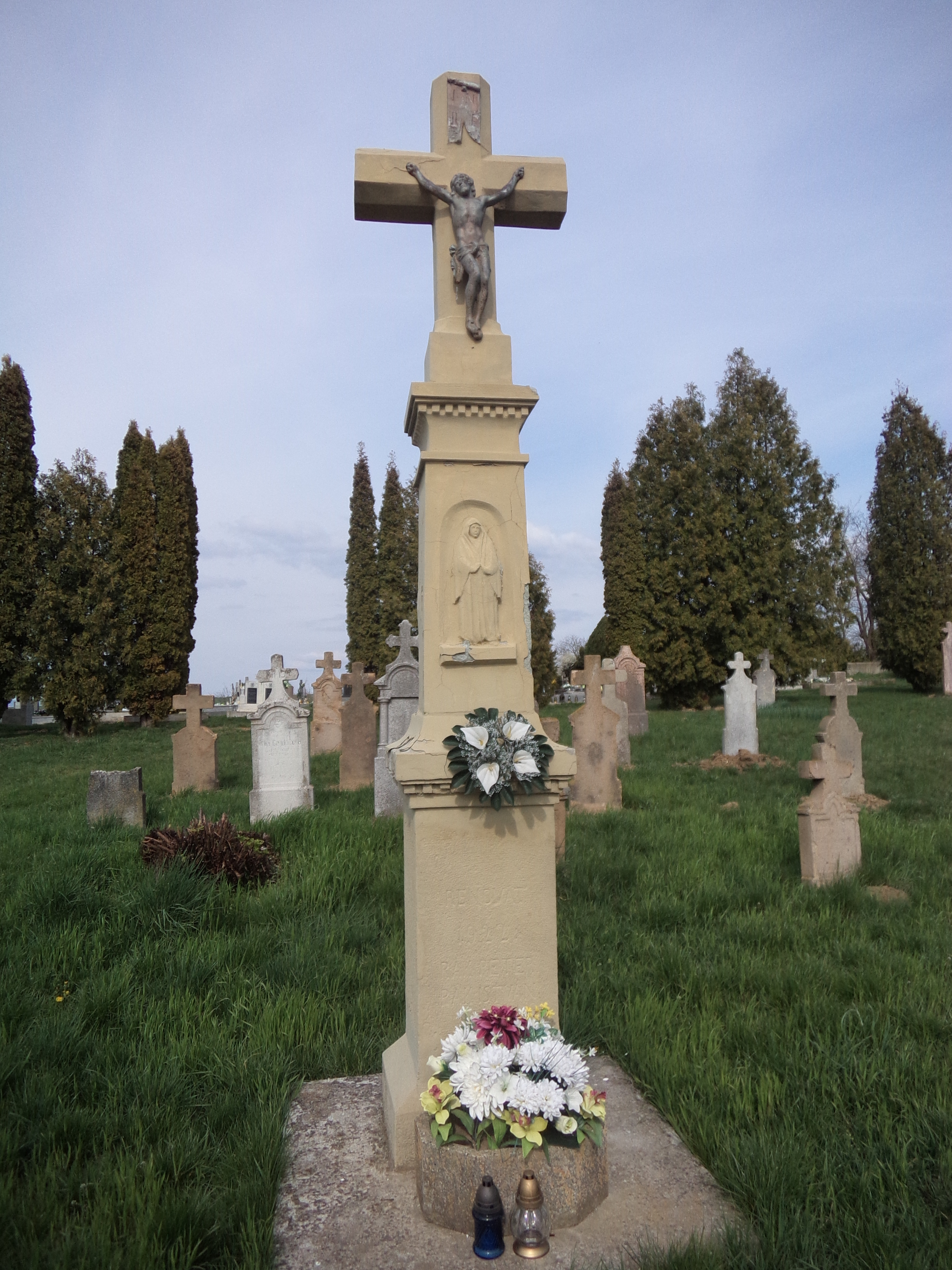
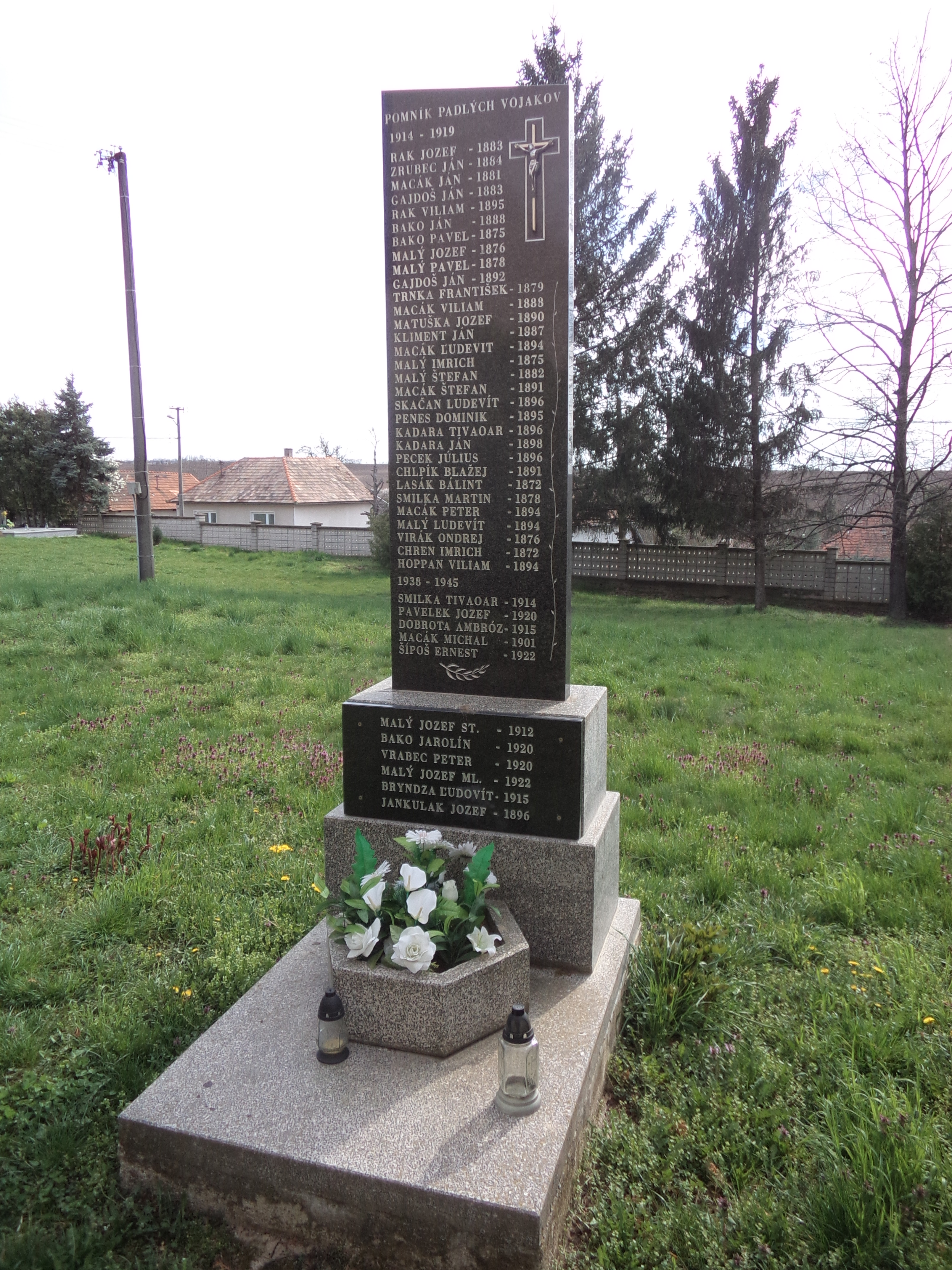
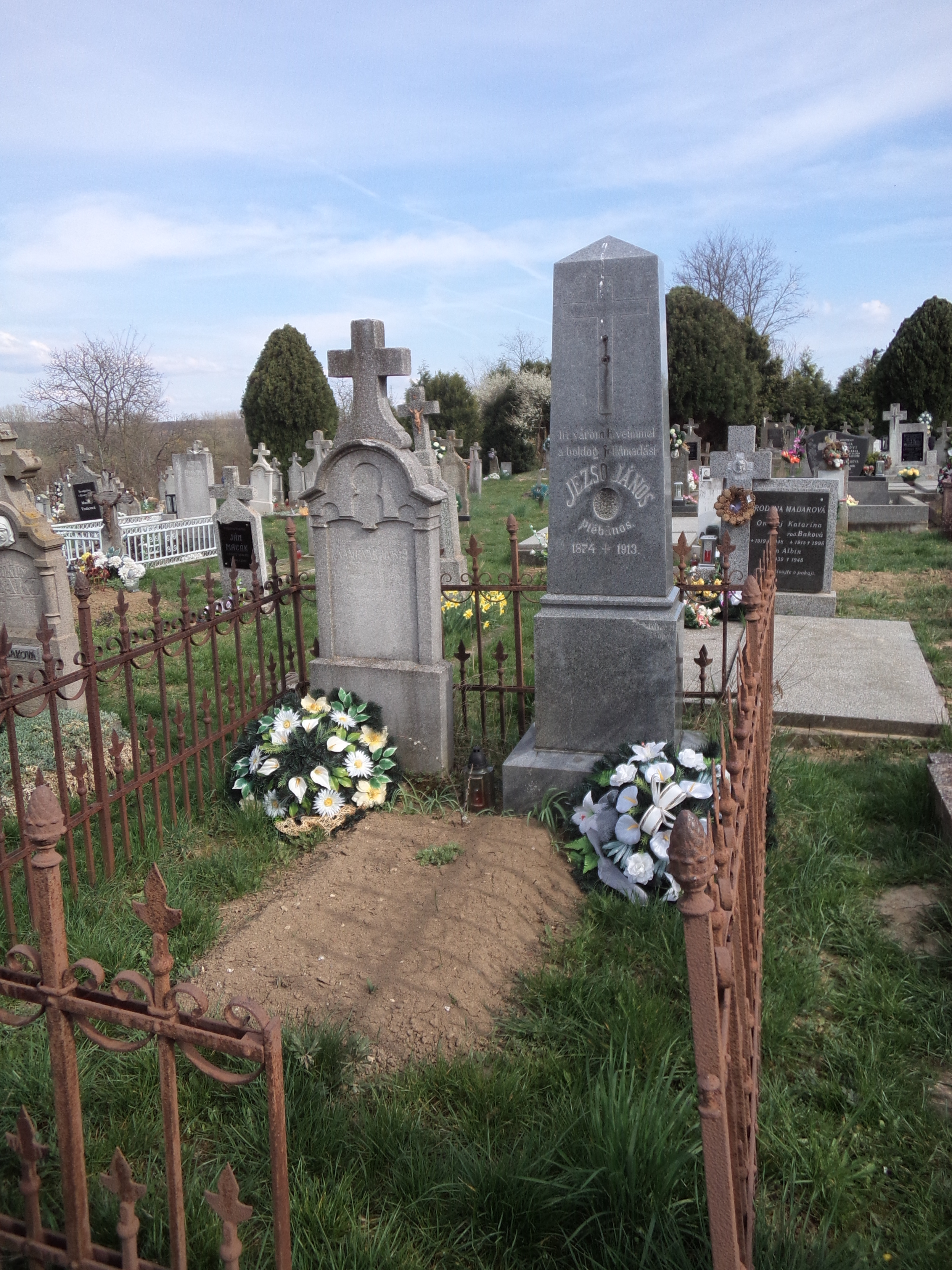

- Krisztus Király tiszteletére szentelt, római katolikus temploma a 20. században épült.